# Кейта, Хабиб
Хаби́б Али́ Кейта́ (фр. Habib Ali Keïta; род. 5 февраля 2002, Бамако, Мали) — малийский футболист, полузащитник клуба «Клермон».

## Карьера
Начинал играть в Мали в клубе JMG Academy. В октябре 2020 года перешёл во вторую команду французского «Лиона». Дебютировал в чемпионате Насьональ 2 в матче с клубом «Андрезьё». Отличился забитым мячом в матче с клубом «Сан-Приест». В июле 2021 года стал игроком основной команды. Дебют в Лиге 1 состоялся осенью в матче со «Страсбуром». Сыграл за «Лион» в матчах Лиги Европы УЕФА: против «Брондбю», выйдя на замену, и против «Рейнджерс», выйдя в основе, а также в ответном матче с «Брондбю».